# Fynboerne
Fynboerne er en betegnelse, der er brugt om en række fynske kunstnere, der var elever af Kristian Zahrtmann i 1880'erne. Gruppen benævnes også bondemalerne, navnet kom efter debat i Politiken i 1907, kaldet bondemalerstriden.
Syrak Hansen havde også betydning for gruppen, og to af hans børn regnes til Fynboerne.
Følgende malere regnes til Fynboerne:
- Jens Birkholm
- Niels Hansen
- Peter Hansen
- Harald Holm
- Alhed Larsen
- Johannes Larsen
- Søren Lund
- Karl Schou
- Christine Swane
- Sigurd Swane
- Anna Syberg
- Fritz Syberg

Desuden Syrak Hansen (den yngre), der afbrød kunstnerkarrieren for at overtage farens virksomhed i 1899.
Følgende kunstnere fik tilknytning til Fynboerne, idet de var studiekammerater fra Zahrtmanns skole:
- Peter Rostrup Bøyesen
- Poul S. Christiansen
- Léon Ehlers
- Harald Giersing
- Ernst Goldschmidt
- Albert Gottschalk
- Niels Hansen
- Sven Havsteen-Mikkelsen
- Tycho Jessen
- Fridolin Johansen
- Carl Knippel
- Nicolaus Lützhøft
- Henry Lørup

Andre med tilknytning til Fynboerne og Faaborg Museum
- Kai Nielsen, tilknytningen er at Mads Rasmussen bestilte en brønd til Faaborg bytorv, som i dag står i Faaborg Museum, brønden er Ymerbrønden.[4]
- Peter Tom-Petersen, tilknytningen er at var læremester for Johannes Larsen i radering, samt at han var med i indkøbskomiteen til Faaborg Museum.[5]
- Peter Alfred Schou, tilknytningen er at Fritz Syberg og Peter Hansen opkøbte otte værker til Faaborg Museum fra kunstnerens dødsbo.[6]
- Grete Jensen og Hans Syberg, henholdsvis datter og søn af Peter Hansen og Fritz Syberg, fra Hans og Grete Keramik.
- Carl Petersen tegnede Faaborg Museum.

Faaborg Museum i Faaborg, som blev grundlagt af malernes mæcen Mads Rasmussen, havde en stor samling af værker af Fynboerne. Det samme har Johannes Larsen Museet i Kerteminde.